# Ruthton
Ruthton är en ort i Pipestone County i Minnesota. Vid 2010 års folkräkning hade Ruthton 241 invånare.